# Tupolev ANT-14
Tupolev ANT-14 Pravda là một loại máy bay của Liên Xô, phục vụ như máy bay tuyên truyền.

## Quốc gia sử dụng
Liên Xô

## Tính năng kỹ chiến thuật
Dữ liệu lấy từ Illustrated Encyclopedia of Propeller Airliners
Đặc điểm tổng quát
- Kíp lái: 3
- Sức chứa: 36 hành khách
- Chiều dài: 26,49 m (86 ft 11 in)
- Sải cánh: 40,4 m (132 ft 6,5 in)
- Chiều cao: 5,4 m (17 ft 8,5 in)
- Diện tích cánh: 240 m² (2.583 ft²)
- Trọng lượng rỗng: 10.650 kg (23.480 lb)
- Trọng lượng cất cánh tối đa: 17.146 kg (37.800 lb)
- Động cơ: 5 × Gnome-Rhône Jupiter 9AKX, 358 kW (480 hp)  mỗi chiếc

 Hiệu suất bay 
- Vận tốc cực đại: 236 km (147 mpg)
- Vận tốc hành trình: 195 km/h (121 mph)
- Tầm bay: 900 km (559 mi)
- Trần bay: 4.220 m (13.845 ft)